# Берёзовка (Кетрисановская сельская община)
Берёзовка (укр. Березі́вка) — село в Кетрисановской сельской общине Кропивницкого района Кировоградской области Украины.
До 2020 года входило в Бобринецкий район
Население по переписи 2001 года составляло 90 человек. Почтовый индекс — 27260. Телефонный код — 5257. Занимает площадь 0,434 км². Код КОАТУУ — 3520884002.